# Gemeinderatswahlen in der Steiermark 2005
Die Gemeinderatswahlen in der Steiermark 2005 wurden am 13. März 2005 in allen steirischen Gemeinden – mit Ausnahme von Graz – der Gemeinderat durchgeführt. Die Wahl des Bürgermeisters erfolgte in den steirischen Gemeinden durch den jeweiligen Gemeinderat; eine Direktwahl durch die Wähler ist nicht vorgesehen.

## Wahlergebnis
Die Wahl brachte (steiermarkweit summiert) folgendes Ergebnis (jeweils im Vergleich zur Gemeinderatswahl 2000):
| Partei          | Prozent | Prozent    | Stimmen | Stimmen  | Mandate | Mandate |
| ÖVP             | 43,36 % | (+ 0,35 %) | 258.885 | + 8.538  | 3818    | - 55    |
| SPÖ             | 43,33 % | (+ 4,50 %) | 258.758 | + 32.754 | 2940    | + 413   |
| FPÖ             | 5,98 %  | (- 5,35 %) | 35.724  | - 30.234 | 314     | - 403   |
| GRÜNE           | 2,32 %  | (+ 0,24 %) | 13.875  | + 1.776  | 94      | + 29    |
| KPÖ             | 0,67 %  | (+ 0,14 %) | 3.994   | + 923    | 13      | + 3     |
| sonstige Listen | 4,34 %  | (+ 0,13 %) | 25.887  | + 1.719  | 328     | + 27    |

Insgesamt wurden in 541 Gemeinden 7.507 Mandate vergeben. Die Ergebnisse in den einzelnen Gemeinden sind bei den jeweiligen Ortsartikeln angegeben.
Die Wahlbeteiligung fiel von 79,97 % auf 77,81 %; trotzdem stieg die Anzahl der gültigen Stimmen von 581.965 auf 597.096.
Das Liberale Forum, das 2000 noch in einigen Gemeinden kandidierte und 1 Mandat erreichte, trat in keiner Gemeinde an.